# Grande Seimas de Vilnius

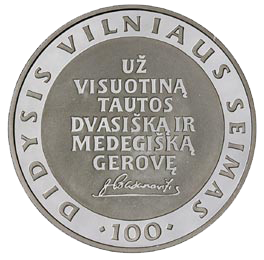
Moeda comemorativa de Litas dedicada ao centenário da Grande Seimas de Vilnius.

A Grande Seimas de Vilnius (em lituano:  Didysis Vilniaus Seimas, também conhecida como a Grande Assembléia de Vilnius ou a Grande Dieta de Vilnius), foi uma grande assembléia que aconteceu de 4 a 5 de dezembro de 1905 em Vilnius, Lituânia, então parte do Império Russo, muito inspirada pela Revolução Russa de 1905. Foi o primeiro congresso nacional moderno na Lituânia e lidou primariamente não com assuntos sociais que geraram a revolução, e sim com as preocupações nacionais. Mais de 2.000 participantes fizeram parte da Seimas. A assembléia decidiu por demandar vasta autonomia política dentro do Império Russo e alcançar isso por meios pacíficos. É considerada um passo importante a caminho da Declaração de Independência da Lituânia, adotada em 16 de fevereiro de 1918 pelo Conselho da Lituânia, uma vez que a Seimas criou as bases para o estabelecimento de um estado independente lituano.